# Tetrapropylen
Tetrapropylen (oder Tetrapropen) ist ein Tetramer des Propens. Es wird durch die Oligomerisierung von Propen unter Druck bei 200–240 °C mittels Phosphorsäure als Katalysator gewonnen. Technisches Tetrapropylen bestehen aus einem Gemisch verschiedener isomerer Komponenten.

## Verwendung
Ein großer Teil der in den 1960er Jahren verwendeten Waschmittel wurde mit Tetrapropylenbenzolsulfonat, einem Alkylbenzolsulfonat hergestellt, das aus Tetrapropylen und Benzol, Sulfonierung mit Schwefeltrioxid und anschließender Neutralisation mit Natronlauge gewonnen wurde. Durch die bei der Alkylierung eingesetzten Katalysatoren wie Schwefelsäure, Aluminiumchlorid oder Bortrifluorid kann zudem eine Doppelbindungsisomerisierung oder eine Isomerisierung der Kohlenstoffkette durch Alkylgruppenwanderung auftreten. Durch die verzweigte Tetrapropylengruppe ist dieses Tensid nur schwer biologisch abbaubar.